# Форд, Констанс
Констанс Форд (англ. Constance Ford; 23 июля 1923, Бронкс, Нью-Йорк — 26 февраля 1993, Манхэттен, Нью-Йорк) — американская модель, актриса театра, кино и телевидения. Известна тем, что на протяжении четверти века играла одну и ту же роль в мыльной опере «Другой мир», появившись в 2399 её эпизодах.

## Биография
Корнелия М. Форд (настоящее имя актрисы) родилась 1 июля 1923 года в Бронксе (Нью-Йорк). Мать звали Корнелия Р. Форд (до брака — Смит), отца — Эдвин Дж. Форд. У девочки были три сиблинга: Артур, Джон и Эвелин. Окончила старшую школу St. Barnabas Grammar and High School, затем — колледж Hunter College, а после изучала актёрское мастерство в школе драмы HB Studio.
С 15-летнего возраста начала работать фотомоделью для компании Montgomery Ward. В 18 лет получила широкую известность благодаря рекламе губной помады Victory Red: девушку выбрала владелица бренда Элизабет Арден, фотографии сделал известный фотограф Филипп Халсман, особенно известно её изображение на фоне флага США.
С 1949 года Форд начала играть в бродвейских постановках, и за 17 лет появилась в шести из них.
С 1950 года Форд начала сниматься в телесериалах и телефильмах, с 1956 года — в полнометражных кинофильмах. Её кинокарьера продолжалась 42 года, за которые она появилась в более чем 80 фильмах и сериалах (в том числе на протяжении 25 лет играла одну и ту же роль в мыльной опере «Другой мир»).
Констанс Форд скончалась 26 февраля 1993 года в Медицинском центре Уайла Корнелла (Нью-Йорк) от рака.
Личная жизнь
Форд никогда не попадала в поле зрения СМИ по поводам, связанными с её личными отношениями, замужествами или рождением детей, из-за чего её считали лесбиянкой (такой вывод сделан на основе того факта, что она «временами была агрессивной и почти оскорбительной по отношению к другим женщинам в некоторых своих ролях»). В 2020 году вышла биография известной писательницы Луиз Фитцхью (1928—1974), в которой утверждается, что её с Форд «связывали романтические отношения».

В то же время IMDb говорит, что актриса с 1946 по 1957 год была замужем за продюсером по имени Шелли Халл.

## Бродвейские работы
- 1949—1950 — Смерть коммивояжёра / Death of a Salesman — мисс Форсайт, проститутка[2]
- 1952 — Увидеть ягуара / See the Jaguar — Джанна
- 1958—1959 — Скажи, дорогой[англ.] / Say, Darling — Фрэнки Джордан
- 1959 — Золотистая оборка / Golden Fleecing — Энн Кнутсен
- 1963—1964 — Никто не любит альбатроса / Nobody Loves an Albatross — Хилди Джонс
- 1966 — ? / UTBU — Валери Роджерс

## Награды и номинации
- 1978 — Золотая медаль от Photoplay в категории «Любимая актриса — звезда дневных мыльных опер» — номинация.
- Почётная грамота за выдающийся вклад в дневные драматические сериалы от Национальной академии телевизионных искусств и наук[англ.][2].

## Избранная фильмография

### Широкий экран
- 1956 — Последняя охота[англ.] / The Last Hunt — Пег
- 1957 — Железный шериф / The Iron Sheriff — Клэр
- 1957 — Катапультирование с высоты 43 000 футов[англ.] / Bailout at 43,000 — миссис Франсис Нолан
- 1959 — Летнее место[англ.] / A Summer Place — Хелен Йоргенсон
- 1960 — Домой с холма[англ.] / Home from the Hill — Опал Биксби
- 1961 — Клодель Инглиш[англ.] / Claudelle Inglish — Джесси Инглиш
- 1962 — Римское приключение[англ.] / Rome Adventure — Дейзи Бронсон
- 1962 — Всё рушится[англ.] / All Fall Down — миссис Мэндел
- 1962 — Кабинет доктора Калигари[англ.] / The Cabinet of Caligari — Кристин
- 1963 — Сторож / The Caretakers — Брэкен, медсестра
- 1974 — Мёртв на 99,44 %[англ.] / 99 and 44/100% Dead — Долли

### Телевидение
- 1951—1955 — Телевизионный театр Goodyear[англ.] / Goodyear Television Playhouse — разные роли (в 6 эпизодах)
- 1951, 1956 — Круглый театр Армстронга[англ.] / Armstrong Circle Theatre — миссис Мьюр (в 2 эпизодах)
- 1953—1957 — Студия Один[англ.] / Studio One — разные роли (в 4 эпизодах)
- 1954 — Человек со значком[англ.] / The Man Behind the Badge — Мэри Рурк (в эпизоде The Case of the Gambling Lady)
- 1954 — Театр General Electric[англ.] / General Electric Theater — Бетти (в эпизоде The Dark, Dark Hours)
- 1955 — Кавалькада Америки[англ.] / Cavalcade of America — миссис Бэннон (в эпизоде Man on the Beat)
- 1955—1956 — Видео-театр «Люкс»[англ.] / Lux Video Theatre — разные роли (в 2 эпизодах)
- 1955—1956 — В поисках завтрашнего дня / Search for Tomorrow — Роуз Питерсон (Пибоди) (в 5 эпизодах)
- 1955—1957 — Шоу Фила Силверса[англ.] / The Phil Silvers Show — разные роли (в 3 эпизодах)
- 1956 — Миллионер[англ.] / The Millionaire — Анна Хартли (в эпизоде The Anna Hartley Story)
- 1956 — Театр Зейна Грея[англ.] / Dick Powell's Zane Grey Theatre — Лора Лаветт (в эпизоде Lariat)
- 1956—1957 — Кульминация![англ.] / Climax! — разные роли (в 3 эпизодах)
- 1956, 1960 — Альфред Хичкок представляет / Alfred Hitchcock Presents — разные роли (в 2 эпизодах)
- 1956, 1962 — Дымок из ствола / Gunsmoke — разные роли (в 2 эпизодах[англ.])
- 1957 — Студия 57[англ.] / Studio 57 — Элис (в эпизоде The Big Leap)
- 1957 — Театр 90[англ.] / Playhouse 90 — Конни (в эпизоде The Comedian)
- 1957 — Час 20th Century Fox[англ.] / The 20th Century Fox Hour — Лили (в эпизоде Man of the Law)
- 1957 — По следу[англ.] / Trackdown — Полли Уэбстер (в эпизоде Self-Defense)
- 1958 — Есть оружие — будут и путешествия[англ.] / Have Gun – Will Travel — Глория Принс (в эпизоде The Bostonian)
- 1958—1963 — Перри Мейсон / Perry Mason — разные роли (в 3 эпизодах)
- 1959 — Отец знает лучше[англ.] / Father Knows Best — доктор Браун (в эпизоде An Extraordinary Woman)
- 1959 — Полицейский штата[англ.] / State Trooper — Венди «Малышка» Дэвис • Салли Стоддард (в эпизоде And Baby Makes Two)
- 1959—1960 — Бэт Мастерсон[англ.] / Bat Masterson — разные роли (в 2 эпизодах)
- 1960 — Территория Тумстоун[англ.] / Tombstone Territory — Лили Мёрдок (в эпизоде Silver Killers)
- 1960 — Закон жителя Равнин[англ.] / Law of the Plainsman — Джесси Лоренс (в эпизоде Rabbit's Fang)
- 1960 — Триллер[англ.] / Thriller — разные роли (в 2 эпизодах)
- 1961 — Сёрфсайд 6[англ.] / Surfside 6 — Сибил Лорд (в эпизоде Little Star Lost)
- 1961 — Разыскивается живым или мёртвым[англ.] / Wanted Dead or Alive — Сара Лотен (в эпизоде The Last Retreat)
- 1961 — Нарушители[англ.] / Outlaws — Ханна Уолк (в эпизоде The Waiting Game)
- 1961 — Помощник шерифа[англ.] / The Deputy — Мег Биллингс (в эпизоде The Lonely Road)
- 1961 — Выход[англ.] / ’Way Out — Фрида Мэнсфилд (в эпизоде I Heard You Calling Me)
- 1961 — Неприкасаемые[англ.] / The Untouchables — Стелла Акрополис (в эпизоде The Nick Acropolis Story[англ.])
- 1961 — Обнажённый город[англ.] / Naked City — Ронда Кэмерон (в эпизоде A Wednesday Night Story)
- 1962 — Приключения в раю[англ.] / Adventures in Paradise — Риба (в эпизоде The Dream Merchant)
- 1962 — Премьера Alcoa[англ.] / Alcoa Premiere — Роуз Шелтон (в эпизоде It Takes a Thief)
- 1963 — Сыромятная плеть / Rawhide — Джорджия (в эпизоде Incident of the Buryin' Man)
- 1963 — Дакота[англ.] / The Dakotas — Дебора Джеймс (в эпизоде Red Sky Over Bismarck)
- 1963 — Доктор Килдер[англ.] / Dr. Kildare — Риба Гай (в эпизоде The Great Guy[англ.])
- 1963 — Сумеречная зона / The Twilight Zone — Барбара Полк (в эпизоде Uncle Simon)[10]
- 1963 — Ист-Сайд, Вест-Сайд[англ.] / East Side West Side — Полли Майклс (в эпизоде No Hiding Place)
- 1963 — Темпл Хьюстон[англ.] / Temple Houston — Лили Ламонт (в эпизоде The Dark Madonna)
- 1964 — На пороге ночи / The Edge of Night — Ив Моррис (в 2 эпизодах)
- 1967—1992 — Другой мир / Another World — Эйда Хобсон (МакГоуэн) (в 2399 эпизодах)

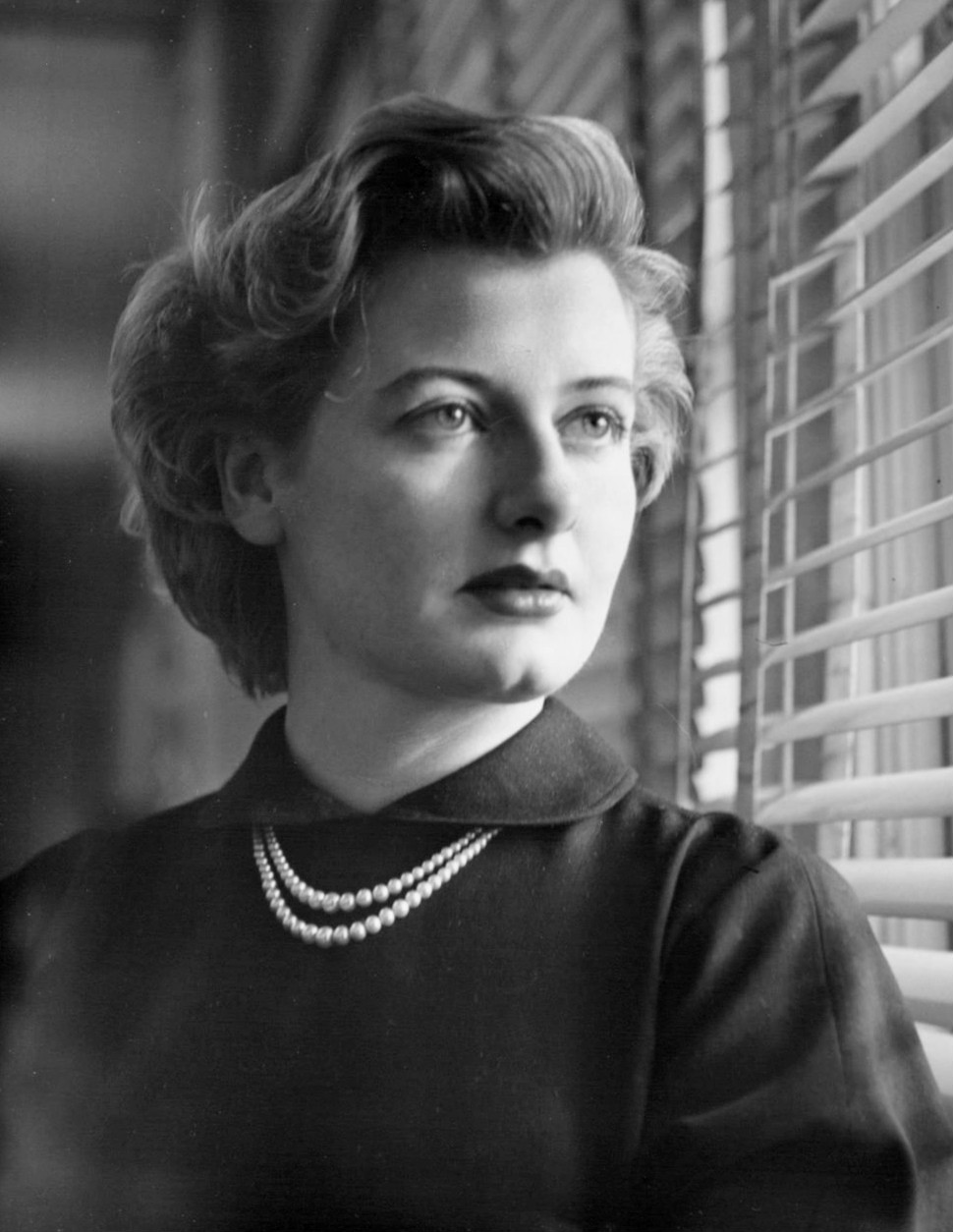
В мыльной опере «Женщина с прошлым» (1954)
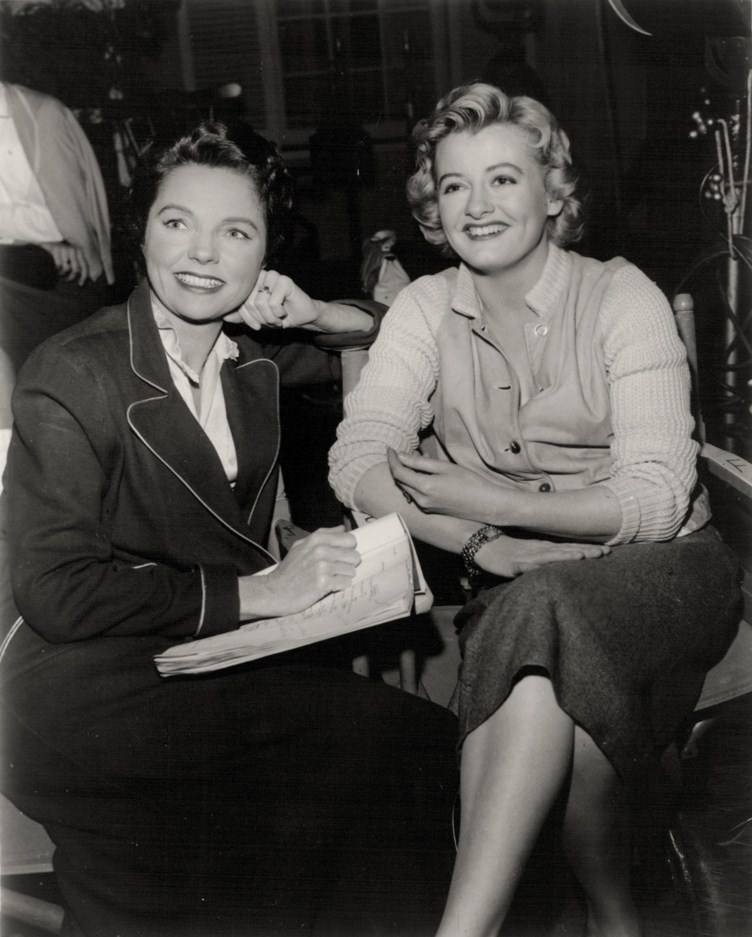
С Джейн Уайетт (слева) на съёмках сериала «Отец знает лучше[англ.]» (1959)
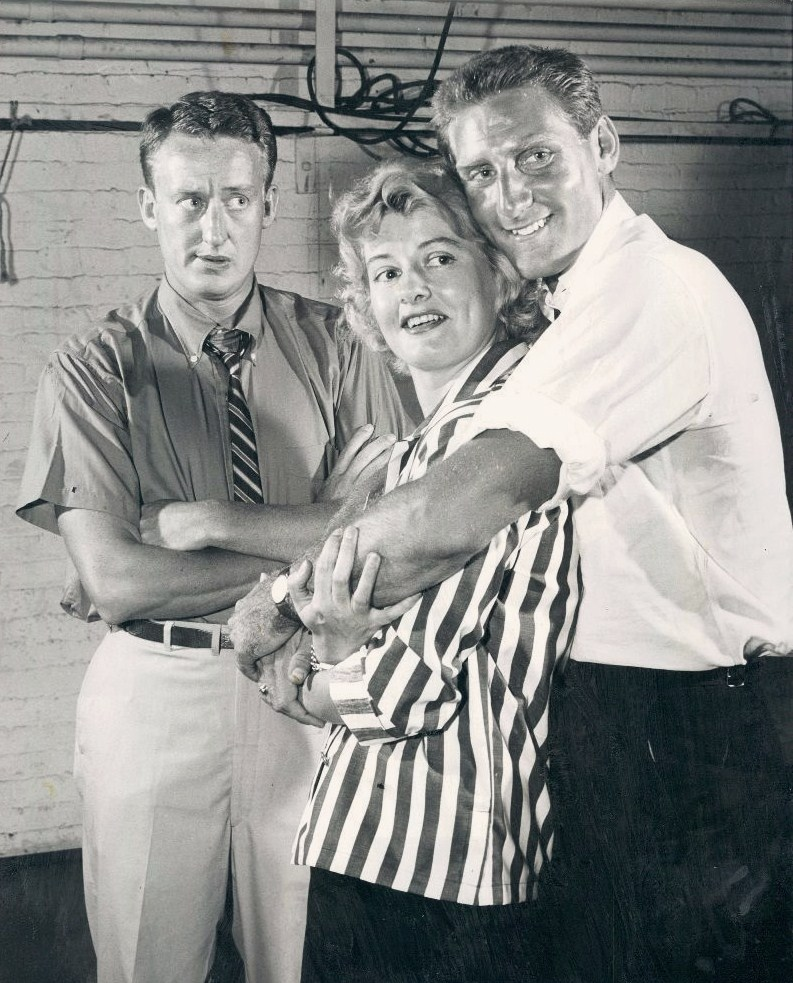
Слева направо: Том Постон[англ.], Констанс Форд и Роберт Элстон в бродвейской постановке «Золотистая оборка» (1959)